# Вольта (місячний кратер)
Кра́тер Во́льта (лат. Volta) — стародавній великий метеоритний кратер у північно-західній материковій частині видимого боку Місяця. Назву присвоєно на честь італійського фізика, хіміка й фізіолога, одного із засновників вчення про електрику, Алессандро Вольта (1745—1827) й затверджено Міжнародним астрономічним союзом у 1964 році. Утворення кратера відбулося у донектарському періоді.

## Опис кратера

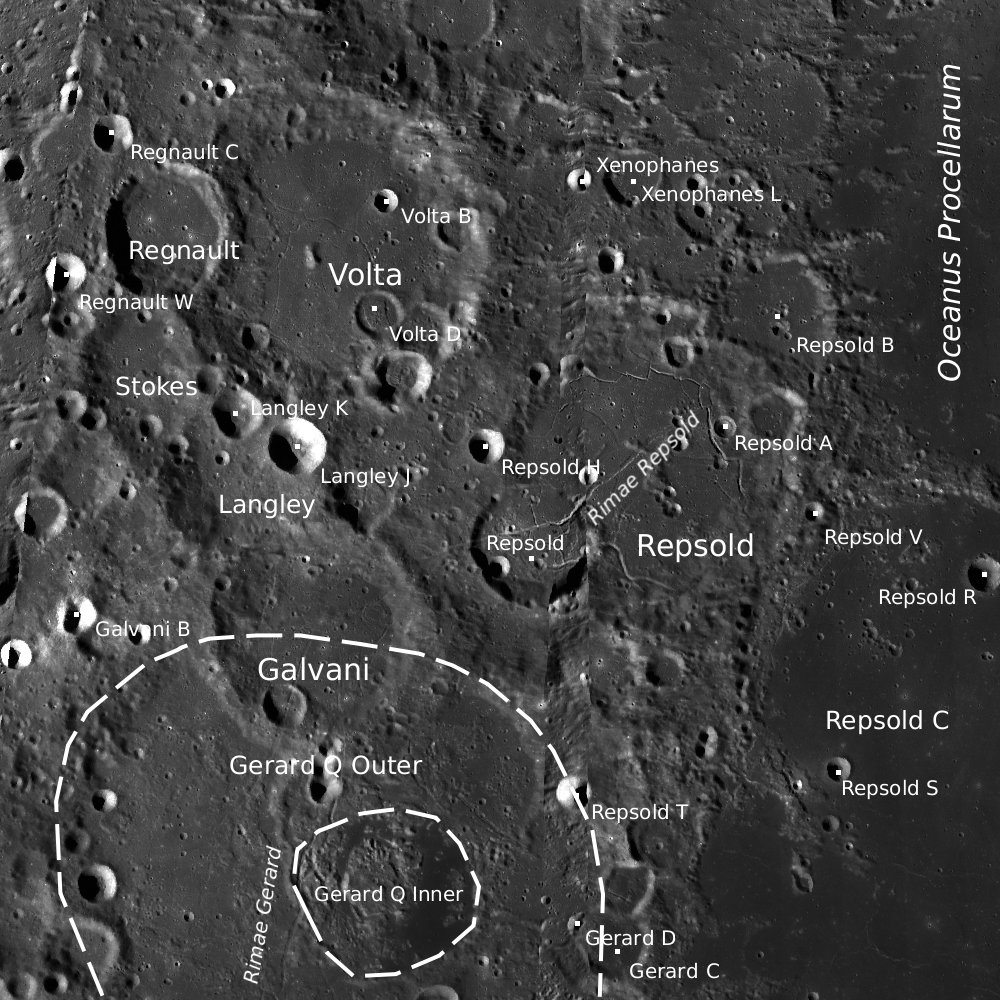
Околиці кратера Вольта. Світлина Lunar Reconnaissance Orbiter

Найближчими сусідами кратера є кратер Реньо, що перекриває західну частину кратера Вольта; кратер Ксенофан, який прилягає до північно-східної частини кратера Вольта; кратер Репсольд на південному сході; кратер Гальвані на півдні; кратери Стокс та Ланглей на південному заході. На південному сході від кратера знаходяться борозни Репсольда, на сході– Океан Бур. 
Селенографічні координати центру кратера 53°54′ пн. ш. 84°46′ зх. д. / 53.9° пн. ш. 84.77° зх. д., діаметр 117,2 км, глибина 3,58 км.
Вал кратера зазнав значних руйнувань і перекривається безліччю кратерів різного розміру. Північно-східна частина валу прорізана вузькою долиною у напрямі кратера Ксенофан. Середня висота валу кратера над навколишньою місцевістю становить 1610 м, об'єм кратера становить приблизно 16 000 км³. Дно чаші є рівним й відзначене декількома кратерами, зокрема сателітними кратерами Вольта B та Вольта D (див. нижче).

## Сателітні кратери
| Вольта | Координати                                                | Діаметр, км |
| ------ | --------------------------------------------------------- | ----------- |
| B      | 54°32′ пн. ш. 83°32′ зх. д. / 54.53° пн. ш. 83.53° зх. д. | 8,3         |
| D      | 52°29′ пн. ш. 83°05′ зх. д. / 52.49° пн. ш. 83.09° зх. д. | 19,5        |